# Temple Kismet
 (juin 2020).
Pour les articles homonymes, voir Kismet.
Le temple Kismet, également connu sous le nom de mosquée Kismet et de Friendship Baptist Church, est une salle de réunion historique située dans le quartier Bedford–Stuyvesant de Brooklyn, à New York. Il a été construit en 1909-1910 sous le nom de Temple Kismet de l'ancien ordre arabe du sanctuaire mystique, communément appelé « Shriners ». Il a été conçu par R. Thomas Short en style néo-mauresque. Sa façade avant est en brique jaune et en terre cuite vernissée semblable à du calcaire avec une décoration mauresque élaborée. Le bâtiment a été vendu à la Friendship Baptist Church en 1966. On pense que c'est la plus ancienne mosquée Shriners encore intacte ,. 
Il a été inscrit au registre national des lieux historiques en 2013.  